# Plancungan
Plancungan is een bestuurslaag in het regentschap Ponorogo van de provincie Oost-Java, Indonesië. Plancungan telt 1416 inwoners (volkstelling 2010).